# Ганоцький Віктор Федорович
Ві́ктор Фе́дорович Гано́цький (нар. 27 травня 1936, Настасівка — пом. 2 січня 2010, Кіровоград) — український письменник та поет. Обласна літературно-мистецька премія ім. Ю. Яновського (1980).

## Біографія
Народився 27 травня 1936 року в селі Настасівка Томаківського району Дніпропетровської області, в учительській родині. Вірші почав писати п'ятикласником, а семикласником уперше опублікував критичну замітку в журналі «Перець».
Відслужив строкову службу в армії. Закінчив бібліотечний факультет Харківського державного інституту культури (1964) та Київську вищу партійну школу (відділення журналістики).
Працював на будівництві водогону, в колгоспі, в рибальській артілі, у закладах культури, обкомі КПУ. З 1966 року — журналістом у трьох обласних газетах: «Молодий комунар», «Кіровоградська правда», «Народне слово». Був одним з ліквідаторів аварії на Чорнобильській АЕС. Помер 2 січня 2010 року. Похований на Лелеківському цвинтарі.
Залишив творчий спадок з десяти книг поезії, прози і публіцистики, виданих протягом 1992—2009 рр. загальним тиражем до п'яти тисяч примірників. А ще шість документальних повістей опублікував у періодиці. Серед редакторів його книг — колеги по перу: П. Селецький, В. Гончаренко, А. Корінь, В. Могилюк, Б. Куманський, З. Мельникова, С. Янчуков. Про творчість В. Ганоцького писали свого часу В. Гончаренко, І. Бублик, А. Корінь, В. Левочко, О. Бабенко. Своєрідно охарактеризував автора та його творчість письменник Василь Бондар у літературному портреті, вміщеному разом з вибраною поезією у двотомнику «Блакитні вежі». Він та колишні колеги і друзі В. Ганоцького (Б. Куманський, С. Янчуков, В. Могилюк) і вдова Н. Ганоцька поділилися спогадами про автора та нову книгу. Як і попередні, вона світиться інтелектом, людяністю, енергією добра.
Друкувався в журналах «Вітчизна», «Дзвін», «Ранок», «Радуга», в колективних збірках «Вітрила», «Там, де Ятрань…», республіканських газетах. На сторінках періодики опублікував документальні повісті «Прорив», «Повінь», «Невтоленість», «Дім під високим небом», «Крила виростають на землі», «Чорнобиль зблизька». У літературному записі В. Ганоцького побачила світ книга О. Гіталова «Наша передова — поле».
Автор збірок віршів «Ти» (1992), «Не продавайте моїх сліз» (1998), «Спокута»(1999), «Ім'я стиглого літа» (2001), «Світло у вікні» (2002), «Змах крила» (2008), та прози «Поцілунок роси» (2007).
Член Національної спілки письменників України.

## Пам'ять
Пам'ять Віктора Ганоцького вшановували учасники вечора в Кіровоградському міському літературно-меморіальному музеї ім. І.Карпенка-Карого, який відбувся на початку 2011 року. Згадати свого колегу, який минулого року пішов в інший світ, зібралися відомі поети, письменники, журналісти. Друзі ділилися спогадами, читали поезії, слухали пісні на вірші Віктора Ганоцького.
Численні фото, книги й публікації різних років, дбайливо зібрані вдовою майстра слова Наталією Кузьмівною, доповнювали сказане головою обласної організації Спілки письменників України Василем Бондарем, другом журналіста видавцем Станіславом Янчуковим, колегами по цеху Валерієм М'ятовичем, Миколою Цибульським, літераторами. Музичне обрамлення створювали пісні на вірші Віктора Федоровича у виконанні самодіяльного автора Павла Гарбара та барда Андрія Шульги.
Учасники вечора-пам'яті Віктора Ганоцького в Кіровоградському міському літературно-меморіальному музеї. — Це був знаковий журналіст для Кіровоградщини, — зазначив, зокрема, заслужений журналіст України Броніслав Куманський. — Мав чітке відчуття теми, абсолютну мобільність, був добросовісним і талановитим. Його приклад — свідчення того, що життя прожите недаремно. Учасники вечора пам'яті були одностайними в думці, що спогади про Віктора Ганоцького мають неодмінно бути записані й видані окремою книжкою.

## Спогади про Віктора Ганоцького
Бо був особливим чоловіком… Минуло десятиліття, як не стало Віктора Ганоцького, до творчості якого я зверталась не раз і при його житті, і після смерті. Авторський вечір і два вечори пам'яті провели ми в літературному музеї. І ось знов розклала на столі майже всі його книги, подаровані ним та його вдовою, свої і чужі газетні публікації, щоб допомогти пам'яті мобілізуватись.
…Є спогади, які немов іржа залізо, роз'їдають душу. Я хочу написати такий, який допоможе душі загоїтися. Кілька разів дружина письменника поповнювала фонди нашого літмузею. Цього року багато документів Наталія Ганоцька подарувала у фонди обласного краєзнавчого музею, де вони, сподіваюсь, будуть не раз експоновані. Бо цікавим був чоловік у кожній іпостасі: як бібліотекар і журналіст, поет і прозаїк, публіцист, чорнобилець, мисливець і рибалка…
Пам'ятаючи, що Ганоцькі саме 1 квітня починали дачний сезон, виїжджаючи в Ганнинське, і я почала спогад саме в цей день. Першою розкрила поетичну прозу «Поцілунок роси» (2007, за неї в конкурсі творів екологічної тематики автор одержав диплом переможця) і загадала: який абзац перший кинеться у вічі, то й буде його заповіт нам у цю важку карантинну весну.
Впав у очі такий абзац: «На щастя ми є, ми існуємо у Книзі життя: люди і райдуга в небі, тварини і голубінь озера, колосиста нива і польова ромашка, краплина роси і сповідь вечірньої зорі…». Чим далі його душа, тим ближча і дорожча його творчість. Може, тому, що останню сповідь вечірньої зорі Віктор слухав у 74 роки, а я лише наближаюсь до цього віку, стаю ровесницею, бо при житті він був на 12 років старший. А ще ми з ним, як багато хто з пишучої братії, родом із села. З учительської родини (феномен цей мріяв, але не встиг дослідити Л. Куценко, заповідаючи іншим).
Може, вирісши у вчительській атмосфері, ми одержали в спадок чутливість, перш за все, до рідних людей, до рідного села. У нього вона проявлялась навіть у високій поетичності прозового рядка. Я ж, пишучи вірші, ніби соромлюсь високих почуттів, ховаючи їх за прозаїзмами й побутовізмами. Ми схожі і в тому, що свої й чужі вірші, буває, читали крізь сльози, голосом, що міг обірватись. Те, як він писав про свої почуття, часто відносилось на рахунок інших («це — як про мене!», — коментував хтось).
…Згадую, якось ми проводжали на еміграцію в далеку Америку колегу. Мені доручили скласти сценарій «проводів». Чільне місце в тому експромті зайняли вірші В. Ганоцького, чиїми почуттями, гадаю, переповнювалась і душа жінки, яка покидала батьківщину: Дивлюсь у вікно, де строго
бинтами зими сповите, вирує любиме місто
безліч ночей і днів.
І думаю: світе праведний, як здорово просто жити…
Пропрацювавши 18 літ у обласній науковій бібліотеці імені Дмитра Чижевського, де мала дружні стосунки з Наталею Ганоцькою, його дружиною, я не відразу дізналась, що ми всі троє — колеги, закінчили Харківський інститут культури (про вступ до якого Віктор уже потім розповів комічну історію). Але, звісно, такий розумний і видний мужчина, яким був В. Ганоцький, «не засидівся у дівках», тож колегами ми не стали. Його згодом запросили в обласне управління культури — інспектором, потім він очолював управління з охорони таємниць у пресі. Там ми і зблизилися в 90-ті роки, коли я в бібліотеці працювала головним редактором і вченим секретарем. У мої обов'язки входила підготовка до друку різних бібліотечних текстів, які мали проходити цензуру Вікторовим пером. Мені везло: жодного разу він не виявив у принесених текстах (ще ж комп'ютерів не було) навіть натяків на державні таємниці, тож мої авторські чи чужі, в моїй редакції, тексти благополучно потрапляли в друкарню чи видавництво, перетворюючись на покажчики, буклети афіші чи методички. Це був і час виходу наших з ним перших поетичних книг: у нього «Ти» (1992), — у мене «Заворожи мене» (1993). Звісно, ми ними обмінялись. І хоч ця сім'я була старша, якось так склалось, що ми всі були майже одразу на «ти». Був ще й журналістський період знайомства, коли я активно почала друкуватись у «Кіровоградській правді». Буваючи там, радо бачила відзначені на стенді мої статті — за підписом В. Ганоцького, заступника редактора. Більше того, «похвальні листи» від нього приходили й на домашню адресу. Таким він був: чуйним, уважним, теплим, весело-іронічним, часом телефонував і, читаючи вірш, радився і прислухався. Його Наталка, як і я, захоплювалася вишиванням. Але я не насмілювалась показати на люди свої роботи, в яких була й «родзинка» — рядки з моїх чи чужих віршів. Наташі Ганоцькій показувала і їй це поєднання сподобалось, тож коли вони вже обоє були пенсіонерами, скористалися з поради і організували виставку в бібліотеці Наталчиних робіт, які супроводжувала поезія Віктора. І так — ще чотири рази.
…Одну зі своїх книг він довірив мені на редагування — «Світло у вікні». Усі, що виходили, дарував з автографами, часом жартівливими і римованими. Про окремі з них я відгукувалась у пресі, готувала радіопередачі: про книги «Не продавайте моїх сліз», «Змах крила», «Сто віршів. Вибране» (до якої він узяв один з моїх відгуків як післямову).
Вловила я спільність і в тому, що у наших поетичних збірках з'явилися у вигляді епіграфів біблійні мотиви: у нього в збірці «Змах крила», а у мене – у «Віку мого день». Додавали цікавості до наших розмов спільні географічні спогади. Адже він народився на Дніпропетровщині, а я два роки там працювала в обласній науковій бібліотеці методистом і редактором, тож об'їздила у відрядженнях всю область, в тому числі і його район. Томаківка — ближній райцентр до Дніпра, тому саме в такі у першу чергу посилали нас, молодих спеціалістів, у відрядження. А я любила відмічати на карті місця, де побувала. Виявляється, що була і в рідному селі Ганоцького Вищетарасівці — на кордоні із Запоріжжям. Тепер лише, перечитуючи його нарис «Плач наддніпрянця», уперше усвідомлюю, що то таке — плавні Великого Лугу і затоплені Кременчуцьким водоймищем місця п'яти Запорозьких Січей. І тут же його поетична мінорна душа ніби тверезіє і стає чисто журналістською, описуючи подібну проблему нашого Обознівського водоймища. Так у ньому уживалися професія і покликання, поезія і журналістика.
Віктор Федорович був занадто скромним і навіть не зовсім упевненим у своїх творчих потугах, а я майже завжди читала і хвалила, підтримувала, висувала на премію ім. Є. Маланюка, давала рекомендацію на вступ до Спілки, підшукувала серед друзів композиторів, які б творили пісні на його вірші. Ними стали Павло Гарбар, Борис Притула. Запрошувала В. Ганоцького і на зібрання своїх громадських об'єднань: жіночого культурно-просвітницького товариства «Жменя» (1990—2000) і на літклуб «Євшан» (1998—2018).
Окремими сторінками приятелювання були дві гостини: з «Євшаном» та з друзями-кумами у с. Ганнинське. Коли запрошував Віктор Ганоцький у своє нове село, згадав мультик про паровозика, який покинув вагончики з пасажирами і пішов милуватись весняним лугом. Невдоволеним, що вічно кудись поспішали, він філософствував: «Встигнете, а от весну проґавите — не повернете».
Ой, наслухалась я від Віктора про його нову дачу у вимираючому селі Ганнинське Кіровоградського району за 17 км від Кропивницького, де на той час уже не було ні школи, ні дитсадка, ні церкви, ні клубу. (Для кількох нових друзів він там намагався це замінити.) Попід їхнім городом текла і постачала рибку на юшку Коноплянка, на березі якої щороку він з дружиною влаштовував їй дачний, а собі творчий аж семимісячний сезон — «ганоцько-ганнинську осінь». «Болдів, як Пушкін у Болдінському» — коментувала я. Серцю його та іншим хворобам втеча з міста подобалась. Ганнинське належало до сільради с. Крупського, де теж поетам як медом намазано. Там народився Анатолій Каретний та доживав віку Леонід Безпалий, у якого я теж з «Євшаном» гостювала. З вуст Віктора чули ми й анекдотичну історію про те, що саме загарбник-фашист «просвітив» аборигена про назву річки. А щодо села, то мало воно раніш назви: Божеданівка і Стогове. Серед власників його земель, які змінювались, були й донські козаки, й дворяни, і ветерани війни 1812 р. Серед них один володів Кавказькими Мінводами, де довелось відпочивати, виявляється, у володіннях колишнього земляка. Віктор захоплювався вивченням історії села, яке стало йому рідним. Став там «скульптором»: хвіртку в двір досі береже дерев'яна фігура козака, витесана новим господарем з високого пня, здається, старої верби. На зиму Наталка ховає її в сарай. Зізнавався: «Я люблю, коли до мене приходять гості». Приймав він їх (не густо було, на жаль) і нас «під яблунею, за збитим з дошок столом». Про що він написав у журналі «Вежа» № 22 спогад «На гостини до білої хати». А я в ніч гостювання там за давньою звичкою завела зошит відгуків гостей… Серед них іншим разом були: композитор-пісняр Павло Гарбар з дружиною Валентиною Захаровою, моя подруга-поетеса й співачка Валентина Кондратенко-Процун, видавець-меценат Віктор Лисенко (2005 р., «Шевченківське свято»). Ой наспівалися тоді, ой начиталися й насльозилися (Віктор завжди був ніжно-сентиментальний, чулий до чужого слова), находилися в заростях холодної м'яти над ставком у кінці городу. Цілий рік м'ятний чай потім пили. Казан найсмачнішої юшки з'їли (за рецептом і участі господаря). Привезла я в дар Наталці тоді рушник вибиваний для вишивки, а на нього хліб-сіль поклали. І вперше почув тоді Віктор свої пісні у виконанні дуету «Доля».
Не лише я, а й журналістка Валентина Левочко та письменник Олег Бабенко, любили творчість В. Ганоцького і не раз тепло про неї писали. Був він вельми скромний, лиш раз за життя пройшов його авторський вечір у нашому літмузеї у 2006 році. А другий був там же у річницю смерті та пізніше з участю Василя Бондаря, Миколи Цибульського, Валерія М'ятовича, Броніслава Куманського, Станіслава Янчукова, Миколи Левандовського. Читаючи спогади В. Левочко у «Ведомостях» (1 лютого 2000 р.), де є натяк на дещо політичну ситуацію із зустріччю журналіста Ганоцького з відомим Героєм Соціалістичної Праці Олександром Гіталовим, і я згадала, що й мені Віктор про цю ситуацію смачно розповідав, бо і я колись безпартійна виконала нелегке доручення обкому партії — написати статтю про Гіталова в московський журнал «Библиотекарь», правда, подробиці вже забулись, журнал зачитався.
… В останні роки життя Віктор часто хворів. Лежав у лікарні у відділенні реанімації, яким завідував мій колишній сват. Не раз провідувала поета там. Він хорохорився, жартував. Якось свату й кажу: «Ви слідкуйте за хворим пильно, бо ці поети всі трохи з Хайямом родичі…». А сват сміється: «Запізнились із застереженням, ми вже покуштували напій натхнення».
Коли не стало Віктора, я саме прийшла працювати в літературний музей. І моїм першим заходом, проведеним там, був вечір його пам'яті. Ще один провели тут же, коли вийшла посмертна його книга «Постскриптум, або крапку ставити рано». Ці зустрічі засвідчили, що в нього було чимало друзів, які не скупились на добрі слова. Щирі, а не тому, що про покійників — або добре, або мовчать.